# 창경궁 장서각

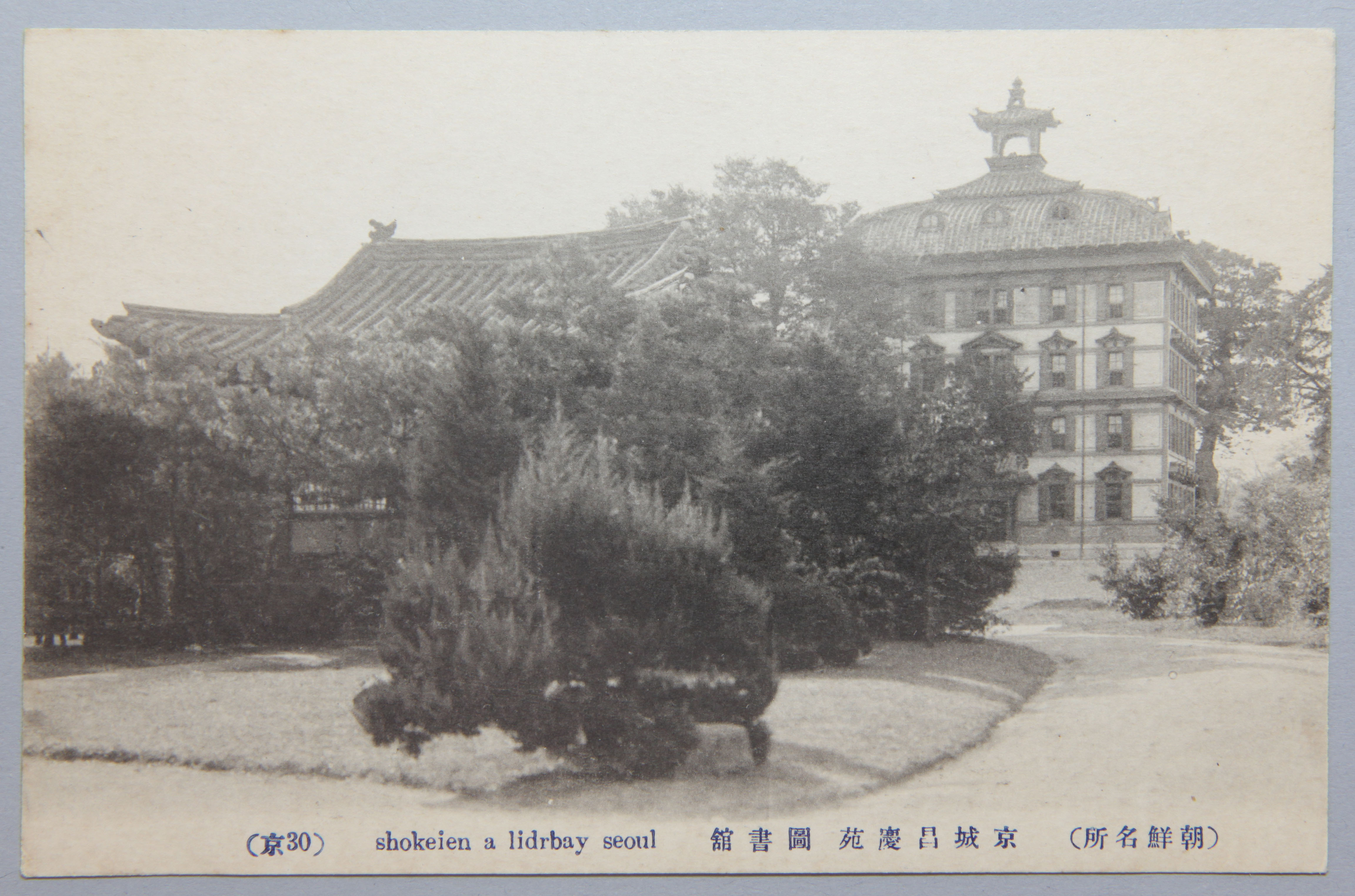
함인정 우측에 4층 규모의 최초의 장서각 건물이 보인다.

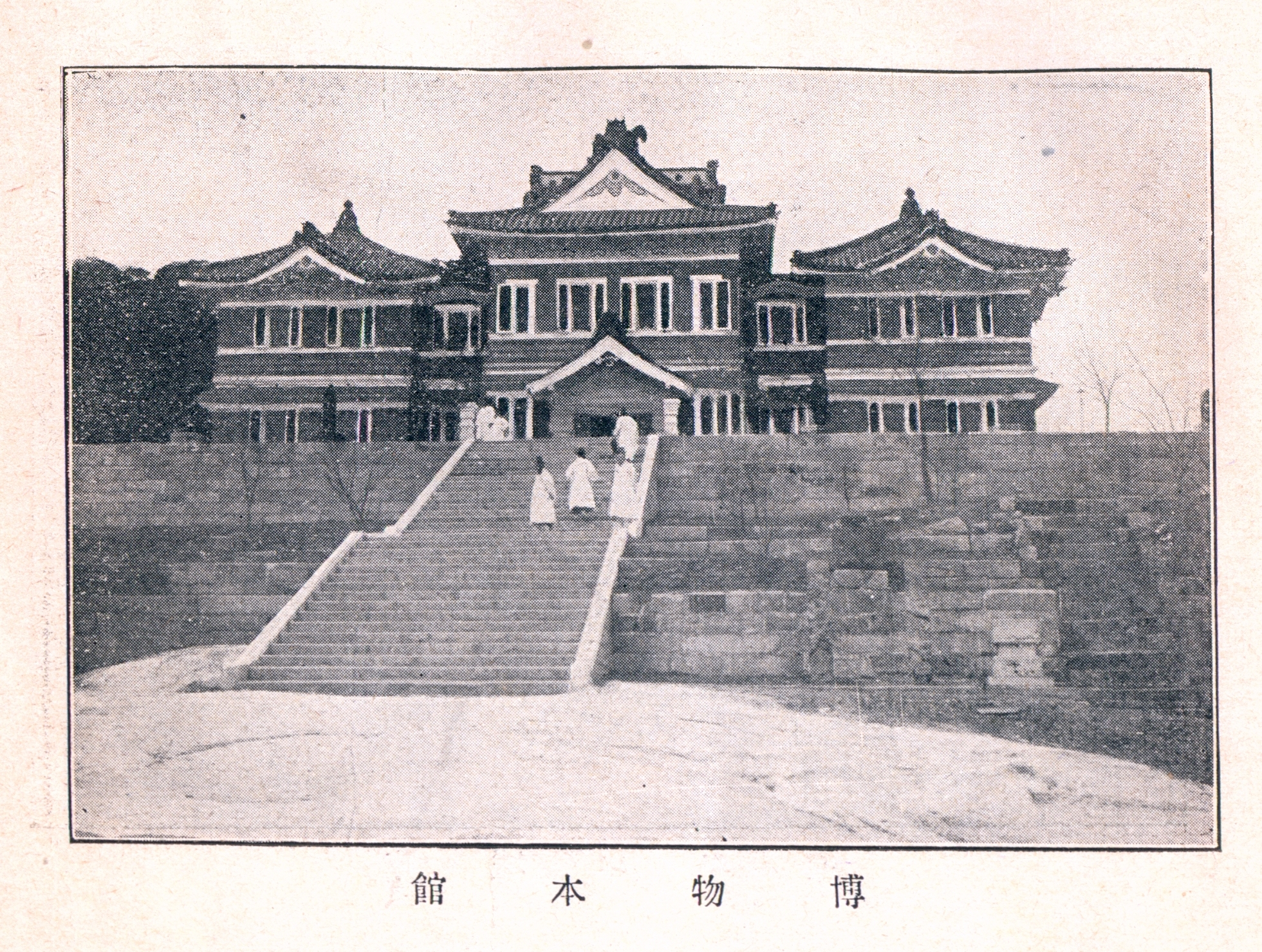
1938년부터 구 이왕가박물관 건물에서 운영되었다.

창경궁장서각(昌慶宮藏書閣)은 창경궁에 건립되어 운영된 일종의 도서관이다. 1915년에 명정전 뒤편에 4층 규모의 서양식 건물을 지어 그 곳에서 운영하였으며, 이후 1938년에 이왕가박물관이 덕수궁으로 이전해 그 자리에 들어섰다. 이후 1992년까지 해당 건물을 창경궁 장서각 건물로 불렀다.

## 연혁
한일 병탄 직후인 1911년, 이미 경복궁 중건시에 헐려서  경복궁 자미당으로 활용되었던 창경궁의 자경전(慈慶殿)터에 일본 양식의 건물을 지어 이왕가박물관 본관(李王家博物館 本館)’으로 사용하였다. 지하 1층, 지상 2층 규모였으며 계단 아래쪽에는 자격루와 측우대를 배치하여 전시공간으로 삼았고, 출입구 앞에는 괴석(怪石)을 진열하였다.
1915년에는 명정전과 낙선재 사이에 4층 규모의 장서각을 지었다. 이 건물은 1938년에 이왕가박물관의 물품들이 덕수궁 석조전 서편에 새로 지은 이왕가미술관(李王家美術館)으로 옮길 때 장서각의 기능을 기존 이왕가박물관 건물로 넘겨주고, 표본실로 사용되었다.
해방과 한국전쟁이 지나고, 1960년에 7만여 권의 고서적을 보유한 ‘창경원 장서각’으로 일반에 공개되었다. 1980년대로 들어서 창경궁의 복원이 진행되면서 철거가 논의되었으나 보존되었고, 1992년에 결국 철거되었다.

## 같이 보기
- 장서각
- 이왕직
- 이왕가박물관